# Eugnamptus apicipennis
Eugnamptus apicipennis is een keversoort uit de familie Rhynchitidae. De wetenschappelijke naam van de soort is voor het eerst geldig gepubliceerd in 1961 door Voss.